# 香港警察龍舟會
香港警察龍舟會（英文：Hong Kong Police Dragon Boat Club）於2002年成立，是香港警務處的官方龍舟隊伍，是香港龍舟協會的屬會成員。香港警察龍舟會的成員來自各個香港警察部門及職級。香港警察龍舟會主席為警務處高級助理處長王忠巡，副主席為女性譚雅靜
邱倩雯。
除了於端午節當日或者前後所舉辦的比賽，香港警察龍舟會亦會派遣隊伍於香港、中國大陸及海外參與。

## 歷史
香港警察龍舟會於2002年成立，創會主席為於2011年出任警務處處長的曾偉雄，當時會員有40至50名。
至2012年，會員擴展至約150名，當中1/3為女性。

## 龍舟隊伍
至2012年，香港警察龍舟會總共有6艘龍舟，可以供予會員練習之用。6艘龍舟各有功能，同時各有名字；當中4艘（學林龍、貴良龍、慕絲龍及綺蘿龍，全部為退休警官名稱）屬於小型，兩艘（五周年紀念龍和富利龍）屬於中型。

## 訓練
香港警察龍舟會每星期會進行三次、每次兩小時的訓練，訓練時間都設定於晚上，或者星期六的早上進行。人員多於馬料水水警基地訓練北水警總區總部。

## 警察龍舟慈善賽
香港警察龍舟會於每年10月均會舉辦警察龍舟慈善賽，邀請全香港來自所有警察單位的人員參與，藉以龍舟比賽籌款為進行慈善的用途。於比賽所籌得來的善款，全數都會捐予一些在香港社會上比較上欠缺知名度、但是亟需要幫助的志願團體或者慈善機構。

### 2011年
2011年，少年警訊獲得邀請加入警察龍舟慈善賽，成為參與比賽隊伍之一。

### 2012年
2012年10月13日，將會有84支參與比賽隊伍，預料屆時可以籌得約40萬港元善款，將會全數捐予生命小戰士會（幫助癌症患病兒童）及兒童脊柱裂互勵會（幫助脊椎裂患病兒童及家屬）。

## 外部連結
- 香港警察龍舟會[永久]